# صيغة UHJ
صيغة UHJ هو تطوير نظام الصوت المحيطي Ambisonic صممت للسماح تتم بواسطة تسجيلات Ambisonic أحادية ستيريو ملائمة ووسائل الإعلام. وهو تسلسل هرمي للنظم التي سيتم استنساخ soundfield سجلت مع درجة من الدقة تتباين بحسب القنوات المتاحة. على الرغم من UHJ يسمح باستخدام ما يصل إلى أربع قنوات (تحمل كامل المجال مع الارتفاع المحيطي)، إلا أن البديل 2 القناة في الاستخدام الحالي (كما هو متوافق مع متاحة في الوقت الراهن وسائل الإعلام قناة 2). في Ambisonics، وكما هو معروف UHJ باسم «تنسيق - C».
محتويات [إخفاء]
1 التسلسل الهرمي UHJ
2 فك UHJ
3 سوبر ستيريو
4 UHJ Undecoded
5 تقنيات الإنتاج UHJ
6 UHJ الترميز والمعادلات فك
6.1 ترميز [1]
6.2 فك
7 ملاحظات (8) انظر أيضا
9 مراجع
10 وصلات خارجية
[تحرير] التسلسل الهرمي UHJ
B - Ambisonic الشكل هو الشكل القياسي لاستخدامها في الاستوديو. في حين أنه من الممكن لتوزيع B - تنسيق فك التسجيلات والاستماع من قبل المستخدمين النهائيين، وهذا هو بداية فقط ليكون أكثر انتشارا مع ظهور لاعبين المستندة إلى البرامج. تقليديا، تم توزيع التسجيلات Ambisonic في شكل أقراص القناة 2، والأقراص المدمجة وغيرها باستخدام الإصدار 2 قناة التسلسل الهرمي للترميز UHJ، والتي، خلافا لتنسيق - B، وهو مصمم لتكون متوافقة ستيريو.
وقد وضعت من قبل فريق UHJ Ambisonic، يتضمن العمل الذي قامت به هيئة الإذاعة البريطانية (على نظامهم quadraphonic، ماتريكس H) ودوان كوبر (على النظام نيبون كولومبيا quadraphonic UD-4/UMX) وغيرهم، وبناء على الإصدار الحالي من ثم، Ambisonics، نظام 45J. بالاحرف الأولى تشير بعض المصادر دمجها في النظام: من U العالمي (UD - 4)؛ H H من مصفوفة، وJ 45J من النظام.
المسار النظري من تنسيق - B إلى مختلف ستيريو / أحادية متوافق مع المتغيرات UHJ. في الواقع ذهب العديد من التطبيقات مباشرة من خلط المسارات إلى 2 قناة UHJ قبل ظهور محطات العمل السمعية الرقمية والتطورات الراهنة خلط Ambisonic.
UHJ هو نظام فريد من هرمية فك ترميز المعلومات السليمة والاتجاهات في مجال تكنولوجيا Ambisonics. اعتمادا على عدد من القنوات المتاحة، يمكن للنظام تحمل معلومات أكثر أو أقل—ولكن في جميع الأوقات، UHJ ستيريو وأحادية متوافق تماما. ويمكن استخدام ما يصل إلى أربع قنوات (L، R، T، Q).
في أبسط أشكاله، 2 قناة (L، R) UHJ، الأفقي (أو «مستو») تحيط يمكن أن يتم من المعلومات من خلال القنوات العادية إشارة ستيريو—CD، وزير الخارجية أو الراديو الرقمي، وغيرها—التي يمكن استردادها باستخدام UHJ فك في نهاية الاستماع. تلخيصا للقناتين يعطي إشارة أحادية متوافق للغاية الذي هو في الواقع تمثيلا أكثر دقة للإصدار ثنائي القناة من جمع على «أحادية panpotted» التقليدي المصدر. إذا كانت القناة الثالثة (T) متوفرا، يمكن استخدام هذا لإعطاء تحسين دقة الترجمة لتأثير تحيط المستوية عند فك الشفرة عن طريق فك UHJ 3 القناة. القناة الثالثة لا يكون لديك عرض النطاق الترددي الصوتي الكامل لهذا الغرض، مما يؤدي إلى إمكانية ما يسمى «القناة 2 ½» النظم، حيث القناة الثالثة هي محدودة النطاق الترددي إلى 5 كيلو هرتز. ويمكن بث القناة الثالثة عبر راديو FM، على سبيل المثال، عن طريق التخلص من التربيع التحوير. وقد تم اختبار هذا التكوين من قبل هيئة الإذاعة المستقلة (إيبا) في المملكة المتحدة كوسيلة لتطويق تسجيلات الإذاعة. 2 أو 3 ½ قناة UHJ يسلم دقة نفس القناة - 3 (WXY) B - تنسيق. إضافة القناة الرابعة (س) إلى نظام يسمح UHJ ترميز الصوت المجسم الكامل مع الارتفاع، والمعروفة باسم Periphony، مع مستوى من الدقة متطابقة إلى 4 قنوات تنسيق - B.
وإن كانت هناك بعض التنازلات بقدر دقة الترجمة وتشعر في النظام UHJ القناة 2 - 2 - قناة UHJ هو تنسيق استخداما لتوزيع تسجيلات Ambisonic. ويمكن أن ينتقل 2 - قناة UHJ التسجيلات عبر القنوات العادية وجميع ستيريو يمكن استخدام أي من وسائل الإعلام 2 - قناة طبيعية مع أي تغيير.
وهو متوافق ستيريو في ذلك، دون فك، يدرك المستمع صورة مجسمة، ولكن الذي هو أوسع بكثير من ستيريو التقليدية (انظر سوبر ستيريو). ويمكن أيضا قنوات اليسار واليمين ويتلخص للحصول على درجة عالية جدا من التوافق أحادية. ردها عن طريق فك UHJ، تبين قدرة المجسم.